# Zoran Lešnik
Zoran Lešnik, slovenski novinar in politik, * 21. september 1936, † 15. maj 2019.
Kot mlad kmetijski tehnik je delal v kmetijskih organizacijah in na terenu pomagal širiti strokovno znanje slovenskogoriških kmetovalcev. Pričel je pisati članke in reportaže iz podeželja  za različne časopise, med drugim za tednik Kmečki glas, v katerem je postal poklicni novinar. Novinarska pot ga je nato vodila na Radio Maribor in od tam na TV dopisništvo Maribor. Bil je novinar, komentator in urednik RTV. Pripravljal je TV oddajo Ljudje in zemlja. 
Že konec 60. let je bil izvoljen v republiški zbor Skupščine SRS. 
Aktiven je bil tudi v lokalni samoupravi. Ima veliko zaslug za nastanek in razvoj samostojne občine Pesnica, ki jo je kot predsednik občinske skupščine vodil med letoma 1986 in 1990. Dolga leta je bil aktivni član in funkcionar Prostovoljnega gasilskega društva Pesnica. Veliko je delal v različnih društvih in organizacijah v Krajevni skupnosti Pesnica pri Mariboru in v Občini Pesnica. Bil je poslanec Demokratične stranke upokojencev Slovenije – DeSUS v Državnem zboru Republike Slovenije v njegovem drugem sklicu v letih 1996–2000. Leta 2016 je bil razglašen za častnega občana Občine Pesnica.